# Championnat d'Angleterre de rugby à XV 2022-2023
Navigation
Gallagher Premiership
 2021-2022 Gallagher Premiership 2023-2024
Le championnat d'Angleterre de rugby à XV 2022-2023, qui porte le nom Gallagher Premiership de son sponsor du moment, oppose les treize meilleures équipes anglaises de rugby à XV.
Le championnat débute le 10 septembre 2022 et s'achève le 27 mai 2023 par une finale au stade de Twickenham, à Londres. Une première phase de classement voit s'affronter toutes les équipes en matchs aller et retour. À la fin de cette phase régulière, les quatre premières équipes sont qualifiées pour les demi-finales. La saison se termine sur une phase de playoff avec des demi-finales et une finale pour l'attribution du titre.
Les tenants du titres sont les Leicester Tigers qui ont remporté leur 11e titre après avoir battu les Saracens lors de la finale de l'édition 2021-2022. Aucune équipe n'a été promue à l'issue de la saison passée de RFU Championship.
En raison des changements apportés au calendrier mondial du rugby mis en œuvre en 2020 et pour laisser plus de temps pour la préparation de la Coupe du monde, la saison commence et se termine plus tôt que les saisons précédentes et se déroule sur une période légèrement réduite de 38 semaines.
Les Saracens sont sacrés champion à la fin de la saison en battant les Sale Sharks en finale sur le score de 35 à 25.

## Changement de règles
Cette saison est la dernière année du Covid Recovery Plan, un moratoire de trois ans qui annule la relégation de l'équipe classée dernière à la fin de la saison régulière.

## Salary Cap
C'est la deuxième saison où le Salary Cap est réduit progressivement dû à l'impact financier important que la pandémie de Covid-19 a provoquée, avant un retour similaire à la période pré-Covid à partir de 2024-2025 au plus tard. Pour cette saison, les changements sont les suivants : les joueurs "stars", au nombre de deux par club, dont les contrats sont exclus du Salary Cap sont réduits à un désormais, mais il y a une exception si une équipe à deux contrats de joueurs "stars" actuellement en place, ces deux contrats restent tous deux exclus du Salary Cap jusqu'à l'expiration du premier de leurs contrats.

## Liste des équipes en compétition
| \| Bath Bristol Exeter Gloucester Harlequins Leicester Irish Newcastle Northampton Sale Saracens Wasps Worcester \| Localisation des clubs engagés en championnat. |
| Bath Bristol Exeter Gloucester Harlequins Leicester Irish Newcastle Northampton Sale Saracens Wasps Worcester                                                      |

La compétition oppose pour la saison 2022-2023 les treize meilleures équipes anglaises de rugby à XV :
| Club               | Classement 2021-2022 | Entraîneur en chef                                                                  | Stade                                     | Capacité | Compétition européenne 2022-2023 |
| ------------------ | -------------------- | ----------------------------------------------------------------------------------- | ----------------------------------------- | -------- | -------------------------------- |
| Leicester Tigers   | 1er                  | Steve Borthwick (jusqu'au 20 décembre) Richard Wigglesworth (depuis le 20 décembre) | Welford Road, Leicester                   | 25 849   | Champions Cup                    |
| Saracens           | 2e                   | Mark McCall                                                                         | StoneX Stadium, Londres                   | 10 500   | Champions Cup                    |
| Harlequins         | 3e                   | Billy Millard                                                                       | Twickenham Stoop, Londres                 | 14 800   | Champions Cup                    |
| Northampton Saints | 4e                   | Phil Dowson                                                                         | Franklin's Garden                         | 15 200   | Champions Cup                    |
| Gloucester Rugby   | 5e                   | George Skivington                                                                   | Kingsholm Stadium, Gloucester             | 16 115   | Champions Cup                    |
| Sale Sharks        | 6e                   | Alex Sanderson                                                                      | AJ Bell Stadium, Salford                  | 12 000   | Champions Cup                    |
| Exeter Chiefs      | 7e                   | Rob Baxter                                                                          | Sandy Park, Exeter                        | 13 593   | Champions Cup                    |
| London Irish       | 8e                   | Declan Kidney                                                                       | Gtech Community Stadium, Brentford        | 17 250   | Champions Cup                    |
| Wasps              | 9e                   | Lee Blackett                                                                        | Coventry Building Society Arena, Coventry | 32 609   | Challenge Cup                    |
| Bristol Bears      | 10e                  | Pat Lam                                                                             | Ashton Gate, Bristol                      | 27 000   | Challenge Cup                    |
| Worcester Warriors | 11e                  | Steve Diamond                                                                       | Sixways Stadium, Worcester                | 11 499   | Challenge Cup                    |
| Newcastle Falcons  | 12e                  | Dave Walder                                                                         | Kingston Park, Newcastle upon Tyne        | 10 200   | Challenge Cup                    |
| Bath Rugby         | 13e                  | Johann Van Graan                                                                    | The Recreation Ground, Bath               | 14 509   | Challenge Cup                    |

Légende des couleurs
- Tenant du titre
- Suspendu

## Championnat
Le 26 septembre 2022, en raison de difficultés financières persistantes, les Worcester Warriors sont suspendus de la compétition. Le 6 octobre 2022, la ligue annonce que Worcester est relégué de la Premiership, après que le club a été placé sous administration judiciaire et que tous les contrats des joueurs et du personnel sont résiliés. Leurs résultats ont été supprimés.
Le 12 octobre 2022, en raison de difficultés financières persistantes, les Wasps sont suspendus de la compétition . Le club est également entré sous administration judiciaire le 17 octobre 2022. Ses joueurs et son personnel d'encadrement sont licenciés.

### Phase régulière

#### Classement de la phase régulière
| Rang | Club                 | J  | V  | N | D  | Bo | Bd | Pm  | Pe  | Diff | Pts |
| ---- | -------------------- | -- | -- | - | -- | -- | -- | --- | --- | ---- | --- |
| 1    | Saracens             | 20 | 15 | 0 | 5  | 13 | 1  | 622 | 513 | +109 | 74  |
| 2    | Sale Sharks          | 20 | 14 | 0 | 6  | 10 | 3  | 576 | 435 | +141 | 69  |
| 3    | Leicester Tigers (T) | 20 | 11 | 1 | 8  | 9  | 4  | 560 | 490 | +70  | 59  |
| 4    | Northampton Saints   | 20 | 11 | 0 | 9  | 11 | 3  | 620 | 611 | +9   | 58  |
| 5    | London Irish         | 20 | 10 | 0 | 10 | 8  | 7  | 543 | 485 | +58  | 55  |
| 6    | Harlequins           | 20 | 9  | 0 | 11 | 11 | 4  | 546 | 551 | -5   | 51  |
| 7    | Exeter Chiefs        | 20 | 10 | 0 | 10 | 4  | 4  | 450 | 513 | -63  | 48  |
| 8    | Bath Rugby           | 20 | 8  | 0 | 12 | 8  | 7  | 528 | 540 | -12  | 47  |
| 9    | Bristol Bears        | 20 | 8  | 1 | 11 | 9  | 4  | 515 | 536 | -21  | 47  |
| 10   | Gloucester Rugby     | 20 | 7  | 0 | 13 | 6  | 7  | 435 | 504 | -69  | 41  |
| 11   | Newcastle Falcons    | 20 | 6  | 0 | 14 | 4  | 3  | 399 | 616 | -217 | 31  |

|  | Places qualificatives pour la phase finale et la Champions Cup 2023-2024 (no 1, no 2, no 3, no 4). |
|  | Places qualificatives pour la Champions Cup 2023-2024 (no 5, no 6, no 7, no 8).                    |
|  | T : tenant du titre 2021-2022                                                                      |

Attribution des points : victoire sur tapis vert : 5, victoire : 4, match nul : 2, défaite : 0, forfait : -2 ; plus les bonus (offensif : 4 essais marqués ; défensif : défaite par 7 points d'écart maximum).
Règles de classement : 1. Nombre de victoires ; 2.différence de points ; 3. nombre de points marqués ; 4. points marqués dans les matchs entre équipes concernées ; 5. Nombre de victoires en excluant la 1re journée, puis la 2e journée, et ainsi de suite.

#### Résultats détaillés
Les points marqués par chaque équipe sont inscrits dans les colonnes centrales (3-4) alors que les essais marqués sont donnés dans les colonnes latérales (1-6). Les points de bonus sont symbolisés par une bordure bleue pour les bonus offensifs (quatre essais ou plus), orange pour les bonus défensifs (défaite par moins de sept points d'écart), rouge si les deux bonus sont cumulés.

### Phase finale

#### Demi-finales
| 13 mai 2023 16 h 30 CEST | Saracens | 38 - 15 (21 - 3) | Northampton Saints | StoneX Stadium 10 260 spectateurs Arbitre : Karl Dickson |
| 13 mai 2023 16 h 30 CEST | Essai(s) : 5 Maitland (5e, 21e), van Zyl (29e), de pénalité (70e), Malins (74e) Transformation(s) : 5 Farrell (6e, 23e, 30e, 76e), de pénalité (70e) Pénalité(s) : 1 Farrell (46e) Carton(s) jaune(s) : 1 Itoje (78e) | Rapport          | Essai(s) : 2 Mitchell (55e), Ramm (en) (64e) Transformation(s) : 1 Smith (56e) Pénalité(s) : 1 Smith (8e) Carton(s) jaune(s) : 1 James (en) (70e) | StoneX Stadium 10 260 spectateurs Arbitre : Karl Dickson |
| 13 mai 2023 16 h 30 CEST | | Rapport          | | StoneX Stadium 10 260 spectateurs Arbitre : Karl Dickson |

| 14 mai 2023 16 h CEST | Sale Sharks                                                                                                  | 21 - 13 (7 - 6) | Leicester Tigers | Salford City Stadium 9 980 spectateurs Arbitre : Wayne Barnes |
| 14 mai 2023 16 h CEST | Essai(s) : 2 Roebuck (19e), Reed (62e) Transformation(s) : 1 Ford (20e) Pénalité(s) : 3 Ford (46e, 56e, 68e) | Rapport         | Essai(s) : 1 Potter (53e) Transformation(s) : 1 Gopperth (54e) Pénalité(s) : 2 Gopperth (7e, 10e) Carton(s) jaune(s) : 1 Cole (35e) | Salford City Stadium 9 980 spectateurs Arbitre : Wayne Barnes |
| 14 mai 2023 16 h CEST | | Rapport         | | Salford City Stadium 9 980 spectateurs Arbitre : Wayne Barnes |

#### Finale
| 27 mai 2023 16 h CEST | Saracens | 35 - 25 (20 - 13) | Sale Sharks | Twickenham Stadium 61 875 spectateurs Arbitre : Luke Pearce |
| 27 mai 2023 16 h CEST | Essai(s) : 4 de pénalité (21e), Malins (34e), Daly (66e), van Zyl (70e) Transformation(s) : 3 de pénalité (21e), Farrell (34e, 71e) Pénalité(s) : 3 Farrell (4e, 14e, 49e) Carton(s) jaune(s) : 1 Hislop (en) (73e) | Rapport           | Essai(s) : 3 van der Merwe (30e), Roebuck (44e), Rodd (52e) Transformation(s) : 2 Ford (31e, 52e) Pénalité(s) : 2 Ford (6e, 17e) Carton(s) jaune(s) : 1 Curry (21e) | Twickenham Stadium 61 875 spectateurs Arbitre : Luke Pearce |
| 27 mai 2023 16 h CEST | | Rapport           | | Twickenham Stadium 61 875 spectateurs Arbitre : Luke Pearce |

| · Titulaires · 15 Alex Goode · 14 Max Malins 34e · 13 Alex Lozowski · 12 Nick Tompkins · 11 Sean Maitland · 10 Owen Farrell · 90 Ivan van Zyl 70e · 80 Jackson Wray · 70 Ben Earl · 60 Nick Isiekwe · 50 Hugh Tizard · 40 Maro Itoje · 30 Marco Riccioni · 20 Jamie George · 10 Eroni Mawi · Remplaçants · 16 Theo Dan · 17 Robin Hislop (en) 73e · 18 Christian Judge (en) · 19 Callum Hunter-Hill (en) · 20 Toby Knight (en) · 21 Aled Davies · 22 Duncan Taylor · 23 Elliot Daly 66e · Entraîneur · Mark McCall |  | · Titulaires · Joe Carpenter 15 · 44e Tom Roebuck 14 · Robert du Preez 13 · Manu Tuilagi 12 · Arron Reed 11 · George Ford 10 · Gus Warr 09 · Jono Ross 08 · Sam Dugdale (en) 07 · 21e Tom Curry 06 · Jonny Hill 05 · Jean-Luc du Preez 04 · Nick Schonert (en) 03 · 30e Akker van der Merwe 02 · Simon McIntyre (en) 01 · Remplaçants · Ewan Ashman 16 · 52e Bevan Rodd 17 · Coenie Oosthuizen 18 · Josh Beaumont 19 · Tom Ellis (en) 20 · Raffi Quirke 21 · Sam James 22 · Tom O'Flaherty (en) 23 · Entraîneur · Alex Sanderson |

## Statistiques
Les statistiques incluent la phase finale.

### Meilleurs réalisateurs
L'Irlandais Paddy Jackson termine meilleur réalisateur de la saison grâce à ses 205 points inscrits avec les London Irish. Il devance Robert du Preez (174 points) et Owen Farrell (129 points).
| Rang | Joueur            | Club               | Points |
| ---- | ----------------- | ------------------ | ------ |
| 1    | Paddy Jackson     | London Irish       | 205    |
| 2    | Robert du Preez   | Sale Sharks        | 174    |
| 3    | Owen Farrell      | Saracens           | 153    |
| 4    | Brett Connon (en) | Newcastle Falcons  | 125    |
| 5    | Fin Smith         | Northampton Saints | 115    |
| 6    | Joe Simmonds      | Exeter Chiefs      | 102    |
| 8    | AJ MacGinty       | Bristol Bears      | 100    |
| 7    | Handré Pollard    | Leicester Tigers   | 96     |
| 9    | Marcus Smith      | Harlequins         | 95     |
| 10   | Ben Spencer       | Bath Rugby         | 87     |

### Meilleurs marqueurs
Cadan Murley est le meilleur marqueur d'essais de la saison avec quinze essais marqués, devançant ainsi Mateo Carreras (treize essais) et Tom Dunn (douze essais).
| Rang | Joueur                | Club               | Essais |
| ---- | --------------------- | ------------------ | ------ |
| 1    | Cadan Murley          | Harlequins         | 15     |
| 2    | Mateo Carreras        | Newcastle Falcons  | 13     |
| 3    | Tom Dunn              | Bath Rugby         | 12     |
| 4    | Tommy Freeman         | Northampton Saints | 11     |
| 4    | Max Malins            | Saracens           | 11     |
| 4    | Harry Thacker (en)    | Bristol Bears      | 11     |
| 7    | Ollie Hassell-Collins | London Irish       | 10     |
| 7    | Julián Montoya        | Leicester Tigers   | 10     |
| 9    | Sean Maitland         | Saracens           | 9      |
| 9    | Tom Roebuck           | Sale Sharks        | 9      |

## Récompenses
Lors des Premiership Rugby Awards 2023, les vainqueurs sont les suivants :
| Distinction                    | Lauréat        | Club              |
| ------------------------------ | -------------- | ----------------- |
| Joueur de la saison            | Ollie Lawrence | Bath Rugby        |
| Community Player of the Season | Sean Maitland  | Saracens          |
| Entraîneur de la saison        | Mark McCall    | Saracens          |
| Jeune joueur de la saison      | Tom Pearson    | London Irish      |
| Meilleur marqueur              | Cadan Murley   | Harlequins        |
| Meilleur réalisteur            | Paddy Jackson  | London Irish      |
| Essai de la saison             | Mateo Carreras | Newcastle Falcons |

| Poste                  | Joueurs                                | Joueurs                                | Joueurs                                | Joueurs                                       | Joueurs                                       | Joueurs                                       |
| ---------------------- | -------------------------------------- | -------------------------------------- | -------------------------------------- | --------------------------------------------- | --------------------------------------------- | --------------------------------------------- |
| Arrière                | [15] Joe Carpenter (Sale Sharks)       | [15] Joe Carpenter (Sale Sharks)       | [15] Joe Carpenter (Sale Sharks)       | [15] Joe Carpenter (Sale Sharks)              | [15] Joe Carpenter (Sale Sharks)              | [15] Joe Carpenter (Sale Sharks)              |
| Trois quarts ailes     | [14] Cadan Murley (Harlequins)         | [14] Cadan Murley (Harlequins)         | [14] Cadan Murley (Harlequins)         | [11] Mateo Carreras (Newcastle Falcons)       | [11] Mateo Carreras (Newcastle Falcons)       | [11] Mateo Carreras (Newcastle Falcons)       |
| Trois quarts centres   | [13] Ollie Lawrence (Bath Rugby)       | [13] Ollie Lawrence (Bath Rugby)       | [13] Ollie Lawrence (Bath Rugby)       | [12] Fraser Dingwall (Northampton Saints)     | [12] Fraser Dingwall (Northampton Saints)     | [12] Fraser Dingwall (Northampton Saints)     |
| Charnière              | [10] Robert du Preez (Sale Sharks)     | [10] Robert du Preez (Sale Sharks)     | [10] Robert du Preez (Sale Sharks)     | [9] Alex Mitchell (Northampton Saints)        | [9] Alex Mitchell (Northampton Saints)        | [9] Alex Mitchell (Northampton Saints)        |
| Troisième ligne centre | [8] Jasper Wiese (Leicester Tigers)    | [8] Jasper Wiese (Leicester Tigers)    | [8] Jasper Wiese (Leicester Tigers)    | [8] Jasper Wiese (Leicester Tigers)           | [8] Jasper Wiese (Leicester Tigers)           | [8] Jasper Wiese (Leicester Tigers)           |
| Troisième ligne aile   | [7] Tom Pearson (London Irish)         | [7] Tom Pearson (London Irish)         | [7] Tom Pearson (London Irish)         | [6] Ben Earl (Saracens)                       | [6] Ben Earl (Saracens)                       | [6] Ben Earl (Saracens)                       |
| Deuxième ligne         | [5] David Ribbans (Northampton Saints) | [5] David Ribbans (Northampton Saints) | [5] David Ribbans (Northampton Saints) | [4] George Martin (Leicester Tigers)          | [4] George Martin (Leicester Tigers)          | [4] George Martin (Leicester Tigers)          |
| Piliers                | [3] Marco Riccioni (Saracens)          | [3] Marco Riccioni (Saracens)          | [3] Marco Riccioni (Saracens)          | [1] Val Rapava-Ruskin (en) (Gloucester Rugby) | [1] Val Rapava-Ruskin (en) (Gloucester Rugby) | [1] Val Rapava-Ruskin (en) (Gloucester Rugby) |
| Talonneur              | [2] Julián Montoya (Leicester Tigers)  | [2] Julián Montoya (Leicester Tigers)  | [2] Julián Montoya (Leicester Tigers)  | [2] Julián Montoya (Leicester Tigers)         | [2] Julián Montoya (Leicester Tigers)         | [2] Julián Montoya (Leicester Tigers)         |